# メイドインアビス
『メイドインアビス』（MADE IN ABYSS）は、つくしあきひとによる日本のファンタジー漫画。竹書房のウェブコミック配信サイトである『WEBコミックガンマ』にて、2012年より不定期連載している。2020年2月時点でシリーズ累計発行部数は333万部を突破している。
2023年、第52回日本漫画家協会賞まんが王国とっとり賞を受賞した。

## あらすじ
人類最後の秘境と呼ばれる、未だ底知れぬ巨大な縦穴「アビス」。その大穴の縁に作られた街には、アビスの探検を担う「探窟家」たちが暮らしていた。彼らは命がけの危険と引き換えに、日々の糧や超常の「遺物」、そして未知へのロマンを求め、今日も奈落に挑み続けている。
ヒロインのリコは孤児院で暮らす探窟家見習い。アビスへの憧れが人一倍強い彼女は、母のような偉大な探窟家になることを夢見ていた。ある日の探窟で、リコは謎の存在に生命の危機を救われる。その何者かが放った熱線の跡を辿ると、そこには人間の少年そっくりのロボットが倒れていた。
リコはロボットにレグという名前を付け、孤児院の大人達の目を欺きながら、共に過ごすようになる。 レグが孤児院に入って2カ月が経つ頃、リコの母親であるライザの白笛と封書が地上に上がってくる。封書には、誰も見たことがない深層の生物の情報と「奈落の底で待つ」と書かれた紙が同封されており、その中にはレグに似たロボットのような絵も描かれていた。
ライザの封書を読んだ2人は、アビスの深層を目指すこととなる。リコは母親に会うために、レグは自分が何者なのか知るために。

## 用語・世界観

### アビス
物語の主な舞台となる巨大な縦穴。南海ベオルスカに浮かぶ孤島の中央にぽっかりと口を開けており、穴の直径だけでも約1000メートル、深さはいまだに解明されていない。不明の縦穴。アビスは特異な生態系を持ち、また現世人類のそれを遙かに超える技術で造られた人工物である「遺物」を数多く眠らせている。穴中に特殊な力場が存在するため地上からの観測は困難である。縦穴は途中で何度か横に大きく広がっており、深界二層、四層、五層の広がりはアビスの入り口のある島自体より広く、五層に至っては果ての見えない広大な海のようになっている。さらに、深層と地上では力場の影響で時間の流れすらも異なることが確認されており、深層での数年が地上での十数年の時間の経過となりうると予測されている。
アビス下底部からの上昇（つまり地上への帰還）を試みる探窟家は「上昇負荷」、通称「アビスの呪い」と呼ばれる事象の影響を受ける。比較的浅い深度においては、上昇負荷の影響は軽い目まいや吐き気などに留まるが深層に行くほど帰路にかかる負荷は重く激しいものになり、七層以深において上昇負荷は探窟家に「確実な死」をもたらす。上昇負荷には「呪い」の効果に隠れているが「祝福」と呼ばれる効果があり、何らかの方法で「呪い」を回避すると、新たな感覚の獲得や肉体の強化（獣化）、「呪い」の軽減など探窟を進める上で有利に働く変化を得られる。
大穴の街: オース
アビスの周縁に探窟家の築いた拠点が巨大化し、街となったもの。北区、南区、東区、西区、中央区の五地区に分かれている。このうち南区には盗掘者によって築かれた「岸壁街」と呼ばれるスラムがあり、建て増しを繰り返した街区の半分がアビスの中に食い込んでいる。西区には主人公達の暮らすベルチェロ孤児院がある。
深界一層 : アビスの淵
深度0mから1350mの地点の名称。上昇負荷は軽い目まいと吐き気と軽微だが見つかる遺物の価値は低い。「お祈りガイコツ」と呼ばれる、およそ2000年前のものとされる合掌をした白骨死体が数多く遺されている。深度50mから580m間には瀑布式のゴンドラが建設されている。深界二層との境界付近に「風乗りの風車」と呼ばれる、4000年以上前に造られた上昇気流を捕らえるための風車がある。
深界二層 : 誘いの森
深度1350mから2600m地点の名称。上昇負荷は重い吐き気と頭痛、末端の痺れ。あたりは森林で覆われており、ある場所からねずみ返しのようになり、木々が逆さまから生える「逆さ森」に到達する。逆さ森付近は気流が不安定。そこを真っ直ぐ行くとアビスの端に行くことが出来、二層の終わりには「監視基地（シーカーキャンプ）」が設けられている。端に行けば行くほど、上昇負荷がわずかに和らぐ。
深界三層 : 大断層
深度2600mから7000m地点の名称。上昇負荷は二層に加え、平衡感覚に異常をきたし、幻覚や幻聴を見る。まっすぐに大きな縦穴が貫く断崖絶壁になっていて、強者の巣になっている反面、子供が入れる程度の小さな横穴には、比較的おとなしい動物が生息している。横穴は巣になっており、そこを降りて行くと、四層まで降りることが出来る。
深界四層 : 巨人の盃
深度7000mから12000m地点の名称。上昇負荷は全身に走る激痛と、穴という穴からの流血。群生するダイラカズラという800ｍを超える巨大な植物が盃のような形をしており、かつ捕食器から出る液体があふれているため、このような名になった。特殊な力場の影響で空間は青みがかっており、非常に湿度が高い。端の特に呪いの薄い場所にはナナチの住処にしている「ナナチハウス」がある。また、ライザの好きだったトコシエコウの群生地もこの階層に存在している。
深界五層 : なきがらの海
深度12000mから13000mの地点の名称。上昇負荷は全感覚の喪失と、それに伴う意識混濁、自傷行為。ここまで来られるのは白笛の探窟家のみで、帰ってきたものも数えるほどしかいなかったが、物語時点では「前線基地（イドフロント）」が設置されており、許可が下りれば黒笛も出入り可能となっている。水で覆われており、さらに下に行こうと思えば泳ぐか、滝を下る必要がある。水底に粘度の高い水があり、それが上部の水を支えている。
深界六層 : 還らずの都
深度13000mから15500mの地点の名称。上昇負荷は人間性の喪失もしくは死。詳細不明。六層からの上昇負荷によって異形と化した者は「成れ果て」と呼称される。ここより深層への降下は致死的な上昇負荷により帰還が実質不可能となるため、「絶界行（ラストダイブ）」と呼ばれる。本来は前線基地の遺構を起動できる白笛のみの世界だが、独自の遺物の使用などでこの層に到達した探窟家がおり、成れ果てが独自の価値観を持って生活している「成れ果ての村」が存在している。
深界七層 : 最果ての渦
深度15500m以深の地点の名称。七層の存在は確認されているものの、七層が終わる深度については未だ明らかになっていない。
深界極点 : 奈落の底
深度20000m以深の地点の名称。詳細不明。

### 上昇負荷
人間がアビス内部で上昇する行為（坂を登る、水中で浮上する等）を行うと発現する謎の身体現象。通称「アビスの呪い」。深度によって発現する症状は異なり、通常は深く潜るほど重く致命的になっていく。
深界一層
軽い目まいと吐き気
深界二層
重い吐き気と頭痛、末端の痺れ。
深界三層
二層での症状に加え、平衡感覚の異常に幻覚と幻聴。
深界四層
全身に走る激痛、および全身の穴からの流血。
深界五層
全感覚の喪失と、それに伴う意識混濁、自傷行為。
深界六層
人間性の喪失もしくは死。
深界七層
確実な死。

### 力場
アビス内部を満たしている謎の“力場”。地表の光をアビスの奥深くまで運ぶと同時に、まるでベールのように上空からの視界を遮っている。

### 探窟家
アビスに潜る冒険家達の総称。オースの探窟家組合に所属している場合はランク分けされた笛を首から下げており、それによって潜れる深度の制限「限界深度」が決められている。
鈴付き
一番下のランク。"探窟家のタマゴ"を意味しており、アビスに潜ることはできない。
赤笛
“探窟家見習い”であり、限界深度は深界一層の深度450mまで。
蒼笛
限界深度は深界二層まで。ここから探窟家として“一人前”とみなされるが、取得には15歳以上の年齢制限がある。
月笛
"師範代”。限界深度は深界四層。
黒笛
“達人”。限界深度は深界五層。
白笛
探窟家における最高位。限界深度は無制限。この位に到達した探窟家は数えるほどしかおらず、白笛の探窟家はみな“伝説的英雄”と称される。
国外の者も、手続きを踏んで鈴付きから始めれば笛とライセンスを取得できる。ただし、これはアビスがある島を所有する国「南海ベオルスカ」が探窟家が降りたその層から帰還できるように定めた法であり（白笛のラストダイブも正式には許可が必要）、許可・不許可にかかわらず、自分の笛のランクより深い層に降りている探窟家がおり、時間がかかるライセンス取得を厭う者など探窟家組合に属していない盗掘者もアビスに侵入している。
最高位の探窟家である白笛は「奈落の星(ネザースター)」とも呼ばれ、また各人ごとに「○○卿」という異名が付く（「○○卿」は公的に探窟家組合の名簿に掲載される称号、「動かざるオーゼン」などの二つ名は新聞や世間が呼ぶ通称から定着したもの）。物語開始時点では、「不動卿」動かざるオーゼン 、「黎明卿」新しきボンドルド 、「神秘卿」神秘のスラージョ 、「先導卿」選ばれしワクナ及びラストダイブ中（5話以降は笛がアビスから帰ったため公的には死亡扱い）の「殲滅卿」殲滅のライザの五人が現職の白笛として判明している。
白笛の持つ笛はそれまでの笛と異なり、二級遺物ユアワース（命を響く石）を加工して作られており、深界六層以降への立ち入りや特定の遺物を起動状態にする一種のキーとしての役割を持つ。ユアワースは所有者各個人に合わせて、特殊な原料・製法で生成されており、所有者以外がこの笛を所持していても機能しないようになっている。このため、アビスから回収された白笛ライザの笛は娘のリコに遺品として、そのまま渡されている。また、リコ自身も本人にとって不本意な形で自分用のユアワースを手に入れることとなった。ほか、白笛ボンドルドはユアワースの生成研究過程で、同じ原料を用いたアビスの呪いを肩代わりするアイテムカートリッジを開発している。
探窟家がアビス内で得た情報は直接持ち帰るほかに、伝報船と呼ばれる小型の風船を用いて地上に輸送される。伝報船はアビス内に生える特殊な植物の種子を利用したガス式のものと、熱気球のような仕組みを持つ熱式のものの2種に分けられるが、現在は一般的にガス式のものが使われている。しかし、アビス内は複雑で、オースまで無事にたどり着ける伝報船は稀であり、深層からであればあるほど地上に到達できる可能性は低くなる。また、深層から送られた伝報船は発信者が精神に異常を起こしている可能性があるためただの噂止まりの情報とされるが、白笛の発信した情報はいかなるものも真実であると扱われる。

### 遺物
アビスの中だけで発見される人工物の総称。それぞれ不可思議な性質を持つ。遺物加工品や原生生物加工品も遺物として扱われる。価値に応じた等級があり、四級から一級、特級遺物に分類される（探窟家が秘匿して公になっていない遺物の等級は、推定や等級不明）。遺物は競売にかけられ競売名という形で名前が付けられている。白笛探窟家でも所有が認められているのは一級遺物までであり、特級遺物の所有は違法。低級の遺物も海外では高値で取引され、特級遺物ともなると、国同士のバランスにすら影響を与える。それ以上に希少な歴史的遺物は「奈落の至宝」（オーバード）と呼ばれるが、その存在が公にされることはなく、半ば都市伝説的な代物として語られる。

## 登場人物
「声」は、アニメ版における担当声優。

### ハローアビス
リコとレグを主軸においた、メイドインアビスの中心的な物語。

#### 主要人物
リコ
声 - 富田美憂
本作の主人公である少女。12歳。赤笛（探窟家見習い）。金髪のおさげでメガネを掛けている。一人称は「私」。伝説級の探窟家、白笛のライザを母に持つ。彼女が2歳の時にライザはアビスの底へ旅立っており、それ以降をベルチェロ孤児院で過ごしている（英雄の娘であることが知られれば、誘拐などの危険に晒され、ライザにとっても不利となるため、関係者を除いて身元は隠蔽されている）。母と同じ白笛を目指しており、アビスの底に思いを馳せている。10年ぶりに発見された母の笛と伝言をきっかけに、アビスの底を目指すことを決意する。
好奇心旺盛で活発な性格。感情の起伏が激しい面もあり、周囲の状況に取り乱すことも多い。孤児院に納めるはずの遺物を勝手に懐に入れては折檻を受けるなど、危なっかしい一面がある所から孤児院の問題児と目されている。持ち帰った昏睡中のレグを調べるために電気ショックを掛けるなど、無謀なレベルで行動力がある。落ちているものを「味が知りたい」という理由で食すことも多く、何度お腹を壊しても懲りない様子。
身体能力は子供であるために、戦闘能力はほぼ皆無。だが遺物目録を全て暗記しているなどアビスの知識は非常に豊富で、探窟の際は彼女の知識が必須となる。冒険に関わることでは頭が回り、彼女の独自の発想力による判断で状況が打開されることも多い。また、深界四層でタマウガチの毒に襲われ左手を切断しなければならなくなった際に、今後の探窟で少しでも障害が減るように肘から先を残すように切断してもらうよう頼むなど、胆力もある。結局左手は半分切断されるが、その後ナナチによって助けられて一命をとりとめ、左手も縫合された（ただし、後遺症として親指以外に麻痺が残ったため、以降はナナチが作った補助器具を使用している）。
その他では料理が得意であり、料理下手なレグやナナチから絶賛されている。アビス内の生物を巧みに調理し、毎回おいしく仕上げている。
探窟中ナットと共にベニクチナワに襲われるが間一髪の所をレグに救われ、昏睡に陥った彼を孤児院へ連れ帰る。以降は記憶を失ったレグと主に行動していたが、前述の母の伝言をきっかけに仲間の手助けの元、レグと共に奈落の底を目指す。
当初はアビスの深層で産まれ、「呪い除けの籠」に入れられてライザとオーゼンに抱えられて地上へ運ばれたとジルオに聞かされていたが、実は死産であり、呪い除けの籠の本当の効果である「中に入れた生命を生き返らせる力」により生き返った存在であることが判明する。
深界五層の前線基地(イドフロント)においてプルシュカと知り合い、親友になる。プルシュカが「命を響く石」になった後は白笛として共に冒険をしている。
余談だが、原作では三層を除く一～五層、アニメでは一～五層すべてにおける呪いを体験している。
レグ
声 - 伊瀬茉莉也
本作のもう一人の主人公。ロボットの少年。アビスの中で機能停止している所をリコに拾われる。記憶を失っており、名前はおろか、自身がロボットであることすら覚えていなかった。アビス深層からやってきたと推測されている。現在の名前はリコが以前飼っていた犬から名付けられたもの。機械的な四肢を除き見た目・体重ともに少年そのものだが、非常に強靭な身体や40ｍ以上伸びるアーム、「火葬砲（インシネレーター）」といった能力を備えている。ロボットであるため、アビスの呪いを受けない。
性格は基本的に真面目で、純粋無垢でかつ素直。ロボットのはずなのだが、人間の子供らしい豊かな感受性と感情の持ち主。また、幽霊などのオカルトを信じており、怖がりな一面もあるため、ナットによくからかわれていた。精神的には年相応で弱い部分も多く、対処不可能な事態に遭うと取り乱してしまい、判断が鈍る。また、割と涙もろい。また、常に上半身を露出している（孤児院の時を除く）。
リコを襲ったベニクチナワに火葬砲を放ち助けるが、そのまま昏睡状態となり、連れ帰られた孤児院でリコによって電気ショックを掛けられる。そのせいか、目覚めた時にはそれ以前の記憶を失っていた。成り行きで孤児院で暮らすことになるが、自分が何者なのか知りたいという願望を抱き、また無謀な行動に出るリコを守るために、彼女と奈落の底を目指す。
記憶を失う以前は、ライザと一緒にいた期間があることが示唆されている。周囲の人間（まれに自分自身）の異常な言動に対して「度し難い」と表現することがあり、それはライザの口癖でもあった。口調もライザの影響か、大人びている。
外見以外にも非常に人間と同じ部分が多い。視覚や聴覚だけでなく、味覚や嗅覚も有しており、頑丈とはいえ身体にダメージを与えられると痛覚にも反映される（しばらくすると、破損がそのままでも痛みは感じなくなるらしい）。汗、涙、唾液、鼻水といった体液も出し、呼吸も瞬きもする。さらにへそや乳首、陰茎といった、おおよそロボットには必要とされないはずの器官も備わっており、排尿をすることも確認されている。皮膚は見た目では区別がつかないが、触ってみると人間の皮膚とは質感が違う。陰茎に関してはリコは「生っぽい」と分析しているほか、勃起する機能すら有していることを示唆する描写がある。
性的なことに非常に多感でウブであり、リコに尻に計り棒を入れられ自分の陰部を見られたと聞かされた際、リコに抱きつかれた際、リコの裸を見てしまった際などは赤面して恥ずかしがる。また、ふわふわしたもの（あるいは女性的なもの）の感触が好きであり、姫乳房（女性の乳房と同じ感触を持つ遺物）やナナチの獣化した身体を気に入り執拗に触ろうとする。
リコと違い料理は下手で、うまく捌けず内臓を破いてしまったことがある。
第5層において「黎明卿」ボンドルドに拘束され、彼の「枢機へ還す光」によって右腕を切断されてしまい、以後は隻腕となる。第6層で「成れ果ての姫」ファプタと出会うが、その際彼女から自分とファプタが知己であったこと、そのころから彼が「レグ」という名前を名乗っていたことを知らされた。
- 火葬砲（インシネレーター）：掌と足の裏にある銃口から放つことのできる強力な熱線。直線状であれば規模や範囲は自由に操作でき、命中した物体は材質や硬度に関わらず「ほどけるように」消滅する。発射してから10分経過するとレグは意識を失い、2時間の間昏睡状態に陥ってしまう欠点がある。その間リコが無防備になる懸念と、ナナチに「遺物には使用回数がある」ことを教えられたことから、レグはこれを奥の手としている。

ナナチ
声 - 井澤詩織
第10話に登場で、リコとレグが出会った「成れ果て」。ウサギのような耳をして全身が毛に覆われた、いわゆる獣人のような外見。口癖は「んなぁ〜」。
見た目はリコやレグと同年代の子供であるが、非常に賢く知識が豊富で、大人びている。外科手術や薬学に精通しているが、生ゴミを漁って食べることを繰り返すうちに味覚が麻痺してしまっており、料理は下手。
元は極北の地セレニの浮浪児だった。まともな教育は受けていなかったものの、本を拾って読んでいたため当時から孤児たちの中でも知識が豊富だった。ボンドルドのアビス探窟の誘いに心動かされて、大勢の子供たちとともにアビスへ赴くが、そのままボンドルドによって「呪いを二人のうち片方に押し付ける」上昇負荷実験のモルモットにされた。その結果、人格を保ったまま成れ果てと化し、貴重なサンプルとしてボンドルドに庇護されており研究を手伝わされていたが、実験の犠牲となった友人ミーティを救うため共に出奔。それ以後は四層奥地のアジトに隠れ住みながら、不死となったミーティを出来るだけ苦しまない方法で殺せる手段を探し求めていた。アビス行きの道中で親しくなり、親友となったミーティのことを「宝物」と呼び、ミーティが人格を失い、意思疎通が不可能と分かった後も、二人の思い出にちなむ縫いぐるみを作ったり本を読み聞かせたりと大切に扱い続けている。
深界四層にやってきたリコとレグを見つけて興味本意で観察していたところ、二人がタマウガチに襲撃され、重症のリコを抱えて号泣しているレグを哀れに思い助ける。危篤状態に陥っていたリコの一命をとりとめ、半分断裂した腕を縫合した。レグの火葬砲の威力を見て「ミーティを殺せる武器」であると見込み、レグにミーティを殺してくれるように頼んだ。ミーティの最期を見届けた後、回復したリコに望まれて二人の旅に同行することとなる。
性別は不明。一人称は「オイラ」で男性的な口調でしゃべるが、人間の姿のころは少女を思わせる外見であり、また、レグに近寄られた際には赤面する、レグに触られそうになった時「お前の触り方はいやらしい」と拒否するなど、女性的な反応をすることがある。

#### オース
物語の主な舞台となる大穴アビスの縁に形成された大穴の街。多くの探窟家の拠点となっているほか、主人公のリコたちが暮らしているベルチェロ孤児院もここに建てられている。
ナット
声 - 田村睦心
リコと同じベルチェロ孤児院で暮らしている少年。階級は赤笛。オース南区に広がる貧しい岸壁街の出身で、将来は自分の手で孤児院を作ることを目標としている。
リコとはよく口喧嘩を繰り広げる間柄だが、実は密かに彼女に対して想いを寄せており、リコの身を案じるがあまり口喧しくなっている節がある。
そのためリコがレグを連れてアビスの底を目指すと言い始めたときは最後まで反対していた。
シギー
声 - 沼倉愛美
ベルチェロ孤児院で暮らす眼鏡をかけた少年。階級は赤笛。冷静で思慮深く、リコがレグを連れてアビスの底を目指すと言い始めた際は、特に止めることなく具体的なアドバイスと手助けを行った。
キユイ
声 - 塙愛美
ベルチェロ孤児院で暮らす少年。まだ幼く、言葉もたどたどしいが、みんなの弟分のように可愛がられている。階級は鈴付き。
リコたちがアビスの中へ出発して間もなく、オースで流行中の“誕生日の呪い”にかかり一時衰弱してしまうが、後に島外のキャラバン船に連れ出されると急激に回復した。
ジルオ
声 - 村田太志
ベルチェロ孤児院で子供たちのまとめ役をしている青年。通称リーダー。階級は月笛。
探窟家としても人としても真面目で優秀な人物だが、それ故に問題児として頻繁に怒られているリコからは恐れられている。
ライザの弟子であり、リコ達の門出を察していたが、あえて何も言わずに送り出した。レグについて、何か知っている様子。
その後、ミオと共にキユイをキャラバン船に連れ出し、監視基地のオーゼンの元へ行き、キユイが患った病を調べる。
かつてオーゼンに自分の弟子にならないかと誘われたが、断っている。現在もオーゼンに気に入られている。
院長
声 - 沢海陽子
ベルチェロ孤児院の院長を務めている女性。規則に厳しく、子どもたちから恐れられている。とくにアビスから収集した遺物のちょろまかしには容赦がなく、問題児には常に目を光らせている。
昔は探窟家だったが、膝を痛めた（そのため現在は杖を使用している）ため引退したらしい。
ハボルグ
声 - 稲田徹
オースを拠点に活動している探窟家の男性。階級は黒笛。ベルチェロ孤児院の子供たちと頻繁に交流があり、豪放磊落な性格から「ハボさん」の愛称で慕われている。
不動卿オーゼンや殲滅卿ライザとも面識があり、リコの出生の秘密についても知っている。また「白笛マニア」を自称し、多くの白笛に造詣が深い。
本来は敵対関係にあるグループに属しているメンバーでもうまくまとめ指揮することができる人柄の持ち主であるとされ、外伝である「ハワユ―ドコカ＃04」において語られる、深界二層の「合同大探窟」では、オーゼン麾下の「地臥せり」、ボンドルドの「祈手」メンバーも参加する探窟行の総隊長を務める。
ラフィー
声 - 生天目仁美
ハボルグの妻。香辛店を経営しており、気前が良く料理上手。
ライザ
声 - 坂本真綾
主人公であるリコの母親であり、「殲滅卿」または「殲滅のライザ」の異名を持つ白笛探窟家。うねる長い金髪が特徴的な小柄な体躯の女性で、アビス探窟において数々の功績を残した伝説的な人物として人々に知られているが、リコが生まれて間もなく帰還不可能とされる深界6層への絶界行（ラストダイブ）を行ってしまったため、現在では消息不明となっている。
かつて師弟関係にあった不動卿オーゼンや弟子のジルオによれば、さばさばとした性格で傍若無人かつイタズラ好きな女性だったらしく、回想の中でも溌剌とした姿を見せていることが多い。
トーカ
声 - 村瀬歩
ライザが率いる探窟隊のメンバーだった黒笛探窟家の青年。後にライザと結婚、間にリコをもうけているが、リコが産まれる前に何らかの理由で死亡してしまったためリコとの面識は無い。
漫画原作では顔見せ程度の登場でセリフがなかったが、劇場版メイドインアビス前編「旅立ちの夜明け」の冒頭に追加されたオリジナルシーンに声付きで登場。ライザと次の探窟予定について相談しつつ、ライザとオーゼンに手料理を振る舞っていた。
シェルミ、メナエ
オースに住むそっくりな双子の姉弟。博物館で奈落文字（ネザーグリフ）と悠遠の文字（ビヨンドグリフ）について語り合う。後にシェルミは亡くなっている。

#### 監視基地（シーカーキャンプ）
オーゼン
声 - 大原さやか
白笛の一人。「不動卿」「動かざるオーゼン」の異名を持つ。身長2mをゆうに超える、外見上は妙齢の女性だが、50年以上前から白笛としての名を馳せている。ライザが赤笛だった頃から白笛の座を持っていた。マルルクを助けて以来地上に戻らず、深界二層の「監視基地」で暮らしている。探窟隊「地臥せり（じぶせり）」のリーダーでもある。長年の上昇負荷の影響で頭皮が捻れてきており、それを隠すため変わった髪型をしている。体中に一級遺物「千人楔」を120本埋め込んでおり、白笛の中でも無類の怪力を誇る。かつてはライザの師匠であり、長じてからは相棒のような存在であった。また、ライザの白笛を見つけたのも彼女。
監視基地にやってきたリコとレグを一泊させた後リコの出生の秘密を明かすが、その際のあまりに辛辣な態度に憤激したレグと戦闘になり、一方的に叩きのめす。後に二人に下層で生き抜くための生存訓練を受けさせ、口外無用と念を押した上で、自らの知り得るアビスの秘密を伝えた。二人が基地を去る際には、ライザの形見の武器である無尽槌を渡す。
その後、ジルオと共に[誕生日に死ぬ病]を調べることになる。
自ら「子供騙しは嫌い」「（大人げないと）よく言われた」と言い切る、辛辣でひねくれた性格の持ち主であり、二人の実力と覚悟を試すためであったとは言え、レグやリコに対しての圧迫的な態度や攻撃は本気でやっていた物らしい。一方で、行き倒れていたマルルクを救い弟子にしたり、リコとレグを鍛えたり、押しかけ弟子だったライザを「白笛」になるまで成長させるなど、なんだかんだで面倒見がいい人物。
食事や他人と会話する際に、背中が頭部より上に来るほどの極端に猫背な、不気味な姿勢を取る。アニメ版では、その状態から骨が鳴る音を立てつつ元に戻る、という描写が付け加えられた。
マルルク
声 - 豊崎愛生
蒼笛。二つ結びの小柄な子供。一人称は「ボク」。メイド服のような服装をしている。性別は語られていないがジルオと会った際、本人が男子であるかのような台詞がある 。事故で行き倒れていた所をオーゼンに拾われ、以降弟子になる。日の光に弱いため地上に出ることが出来ず、「監視基地」で見張りをしつつ暮らしている。リコ達と年齢が近いため、すぐに打ち解ける。オーゼンのことを「お師さま」と呼ぶ。
リコとレグが基地を訪れた際には話を聞くという名目で一緒にいることになり、二人（特にレグ）と意気投合する。リコとレグのことを失い難い友達だと思っており、別れの際には非常に悲しんでいた。
リコとレグに対しても敬語で話すなど、非常に礼儀正しい性格。一方精神的には生存訓練を受けた際に泣いてしまうなど、レグと同等かそれ以上に脆い。また、会話の内容は不明だが、レグとの会話で打ち解けた。リコの裸で赤面してしまうため、この点もレグと同じようにウブである模様。一方でリコには「ちゃん」付けで呼ばれていることから、リコ自身は女の子としてみている様子。
イェルメ、ザポ爺、シムレド
声 - 新祐樹（イェルメ）、中務貴幸（ザポ爺）、川原慶久（シムレド）
オーゼンをリーダーとする探窟隊「地臥せり」（じぶせり、ハイドギヴァー）のメンバー。リコとレグが監視基地を訪れた際、当初はオーゼンから出てこないよう命令されていたが、マルルクの願いによりオーゼンとレグの戦いを止めに入った。以降はリコとレグへの生存訓練をサポートする。オーゼン曰く「地上に帰る場所の無いろくでなし」の集まり。イェルメとザポ爺は星笛、シムレドは黒笛。
外伝である「ハワユ―ドコカ＃04」で語られたハボルグ率いる「合同大探窟」では、シムレドが大探窟先遣隊長を務める。

#### ナナチハウス
ミーティ
声 - 喜多村英梨
第11話に登場で、ナナチに保護されている成れ果て。動物の姿を崩したような、肉塊としか形容できない異形の姿を持ち、人格や知性も失われており鳴き声を発するのみである。なぜか病床のリコに懐き、よく覆い被さっている。
元はナナチと似たような境遇の活発な赤毛の少女で、南方の出身なのか露出の高い服装をしていた。アビスに憧れ、ボンドルドの誘いを受けた。一人称は「あたし」。アビス深層に向かう道中、閉鎖的な性格だったナナチに話しかけ、ナナチの心を開いて親友になる。しかし、その後間もなくナナチと共に上昇負荷実験の被験者となり、ナナチの代わりにアビスの呪いを受けた。その際、ナナチに呪いが及ばぬよう耐えると言い、人間性を失った時は、アビスで死んでも魂が巡ってナナチの元に帰るように「殺して」と頼んでいた。しかし、不死性を得てしまったために死ぬことができず、ボンドルドの生体実験に利用され続けることになり、その挙句遺物の光「枢機へ還す光（スパラグモス）」によって左目が潰されており、そこだけ元に戻らない。食物を摂る必要もなくなり死ぬことはないが、痛覚などは残っているようで肉体が損壊すると涙を流し苦しむ様子を見せる。あまりの扱いに耐えかねたナナチによって連れ出され、以降は四層でナナチと暮らしていた。ナナチは多くのぬいぐるみを作ったり絵本を読み聞かせたりして彼女との意思疎通の可能性を探っていたが果たせず、自分が先立った時に一人残される彼女を案じて何度か調合した毒薬を盛るなどしたが死なせることもできず、そのことがナナチの苦悩の種になっていた。
変貌の際、目とそのきらめきだけは元の人間の時と変わらなかったことから、知性がなく変わり果てた姿になっても、魂がまだ留まっているのではないかとナナチは考えていた。「枢機へ還す光（スパラグモス）」の光と性質を同じくするレグの火葬砲で再生なく完全に殺せるのではと察したナナチがレグに殺害を依頼し、並べられたぬいぐるみごと火葬砲で焼かれて最期を迎えた。その後、リコが見た夢により彼女の魂は暗所に閉じ込められたような状態に長らく陥っていて、聴覚や視覚も感じ取ることができないまま恐怖に泣き続けており、葬ってもらったことで解放されたことが判明した。 実は左目を失う前の時期、ボンドルドに連れられている最中にベラフに遭遇。彼女を欲しがり執着したベラフにより、魂ごと複製されたもう一体が存在し、そちらは両目が開いている。複製体のミーティはその再生能力からベラフに吸うようにしてその身を摂取されており、見かねたナナチの懇願からしばらくベラフの元にナナチと共にいた。村が崩壊したことで、村で作られたミーティはその形を保てなくなり、ナナチに見送られて消滅した。

#### 前線基地（イドフロント）
ボンドルド
声 - 森川智之
白笛。「黎明卿」「新しきボンドルド」の異名を持つ探窟家。常に仮面とパワードスーツのようなもので全身を覆った人物。第5層にある6層へ降りるための遺構の真上に住居兼研究施設である前線基地（イドフロント）を築いている。アビスの謎を究明することを第一とし、命を含むありとあらゆるものを研究のためのリソースとして注ぎ込む常軌を逸した価値観の持ち主であり、その非人道的な所業からオーゼンをして「筋金入りのろくでなし」と評される。
その過程で多くの孤児たちをイドフロントへ招き入れ、それらを実験材料として消費し続けており、ナナチやミーティもそうした子供達の一人である。
所持する「白笛」は一番最初の「オリジナルの自分自身」から作り出しており、この時点で肉体としてのボンドルドはこの世界から消滅している。他者のみならず自身の生命についても無頓着であるが、特級遺物「精神隷属機（ゾアホリック）」によって、他者の精神を隷属させた上でその者にボンドルドの意識を植え付けることに成功しており、ボンドルド自身はそうして隷属させた「祈手」達の身体を借りる形で現世に留まっている。しかし、これに伴って精神崩壊を起こしており、作者からは彼を指して「ボンドルドだったもの」と明言されている。
戦闘用の肉体は多数の遺物で武装しており、またナナチたちを用いた実験の成果である「カートリッジ」と呼ばれる装置（人間を、数日間の生存に必要な部位以外取り除いて箱詰めした物）を装着することで、アビスの呪いを肩代わりさせることに利用している。
第5層を訪れたリコ達三人を歓待する振りをしつつ、陰でレグを拘束して「調査のため」と称し右腕を切断する。プルシュカの助けを得て脱出した三人を配下と共に追うが、ナナチによって「カッショウガシラ」の巣に誘い込まれた上、レグのワイヤーアームで無理やり吊り上げられ、上昇負荷によって死亡する。だがリコ達の前で「体の交換」を行い、復活して見せた。
その後、改めて基地に来たリコ等を迎え撃つが、切断されたレグの腕を用いてリコが放った「火葬砲」によって、虎の子の肉体を半身吹き飛ばされて戦闘不能となる。以後、第6層へと赴こうとする三人に対しては手出しせず見送った。
ナナチとミーティを実験台としたことや、娘であるプルシュカをもカートリッジとして用いたことで、レグからは憎悪されるが、ナナチには「実験のためアビスに連れてこられなければリコたちと出会うこともなかった」ことや、彼自身には「貴重な成功例、かつ有能な助手」として手厚く扱われたことから、複雑な感情を抱かれている。
祈手（アンブラハンズ）
声 - 後藤ヒロキ、武蔵真之介、田島章寛、中務貴幸、中村源太、新祐樹、越後屋コースケ
ボンドルドをリーダーとする探窟隊。前線基地にてボンドルドの助手を務めている。デザインの異なる仮面と役割に合わせたパワードスーツを身につけており、素顔や性別は分からない。
その正体は、ボンドルドが自身の部下を素体に、彼の分割した意識を特級遺物「精神隷属機（ゾアホリック）」で植えつけて作り出した隷属体であり、群体生命のような存在。部下以外にも、ボンドルドの捕縛を試みた賞金稼ぎもこの素体に利用していることが示唆されている。
ボンドルドが自身の身体を素材に白笛を作成している関係上「ボンドルド本人」と呼べる人物は存在せず、前線基地にて勤務している人員はボンドルドの仮面を被っている人物も含めてすべて「祈手」である。
基本的にボンドルドの仮面を被っている祈手が「ボンドルド」を名乗るが、なんらかの理由でこの個体が活動不能になった際はボンドルドの仮面を別の祈手が被りなおすことでその祈手が象徴としての「ボンドルド」の役割を受け継ぐ仕組みになっている。（精神隷属機の作用により祈手同士で意識は常時共有されているため、このとき前の個体が持っていた記憶等も受け継がれる。）
素体とされた人物の個人名、身分、自我はそのまま残されているため、群体リーダーとしてのボンドルドを象徴していない時の祈手は単なる一隊員として扱われ、時には休暇を得て地上に戻ったり、仮面を外したりすることもある。
ただ、「精神隷属機」で分散したボンドルド本人が必要と判断した際、あるいは「ボンドルド」の役割を受け継いだ際には意識を失い、彼によって操縦されるだけの存在になるという仕組みである。
また、笛に加工されたボンドルド本人の意向で白笛の持ち主は「ボンドルドだったもの」に設定されており、祈手は「ボンドルドだったもの」の意識が目覚めている際にのみ白笛を使用することができる。
ボンドルドと共にリコたちを追い詰めるが、レグ達との戦いで施設が半壊し、これ以上の被害は許容できないと判断したことから敗北を認め、破損した仮面を被った新たなボンドルドと共にリコ達を見送った。かなりの数の祈手が存在しており、ナナチはボンドルドを倒しきる（祈手を全て殺す）ことは事実上不可能だと判断している。
ギャリケー
声 - 下山吉光
黒笛。「祈手」の1人。特殊装備をまとっているメンバー、死装束（シュラウド）の1人。火炎系の技の使い手で「灰のギャリケー」と呼ばれる。3層でレグと遭遇し、レグに彼が紛失していた「無尽槌」を返却した。
「ハワユ―ドコカ＃04」で語られる「合同大探窟」では、総隊長のハボルグのもと、大探窟戦隊長を務める。
グェイラ
声 - 川田紳司
黒笛。「祈手」の1人。ボンドルドと共に脱走したレグたちを追っていた際、「カッショウガシラ」の襲撃に遭い死亡した。
死後、プルシュカの回想の中で名前と人柄が判明し、過去にプルシュカの教育係を担当していたこと、プルシュカと最も親交の深い「祈手」であったこと、常に砕けた口調で話す気さくで軽い性格だったことが明らかになった。ボンドルドのことは「旦那」と呼んでいた。

イリム
声 - 原奈津子
ナナチやミーティと同様にボンドルドの誘いを受けて、前線基地に来た青い髪（アニメ版ではピンク）をツインテールにしている子供。ナナチ達より先に実験に呼び出されており、ボンドルドが実験体を管理しているランプによれば現在も生存している。当初は後ろ姿だけだったが、後に4巻の裏表紙やアニメで詳細が描かれている。
プルシュカ
声 - 水瀬いのり
5層にある前線基地に住むボンドルドの娘。銀髪で目は赤く、5層の呪いの後遺症で前髪が渦を巻いたようになっているのが特徴。胸は若干大きい。実際には「祈手」の一人の娘である。ボンドルドをパパと呼び慕っている。一人称は「あたし」。プルシュカという名はボンドルドによって付けられた。名前は夜明けの花を意味する言葉。
アビスで生まれ育ったために地上に出たことはない。最初は無愛想だったものの、リコたちと打ち解けてからは本来の性格である無邪気さを露にし「リコ達と一緒に旅に出たい」と希望していた。ボンドルドに拘束されそうになったリコ達を逃がす。レグ達との決戦を前にカートリッジに加工され、そのままボンドルドが浴びる上昇負荷を肩代わりさせられて死亡した。最期までボンドルドへの愛慕を失うことはなく、ボンドルドとリコたちが「仲直り」できるよう願っていた。その後リコの「命を響く石」となり、リコたちの絶界行を助ける。その際、「剥き出しじゃその…あんまりだろ…」と、ナナチが首下げ式のホルダーを作成してくれる。
六層に入った際に何者かによって盗まれ、成れ果て村の「石が得意な成れ果て」により、白笛へと加工された。
人間としては死亡したが、のちに白笛という遺物自体が意思を持つアイテムとしての特性を持つことが判明し、白笛となったプルシュカもまた（白笛に宿る思念体として）現世に留まり、リコと五感を共有していることが明かされる。
六層の成れ果て村の住人や関係者にとってはさして珍しいケースというわけではないようで、プルシュカはこの状態でも一貫して人間扱いされている。
メイニャ
声 - 原奈津子
プルシュカが帽子の中に飼っているウサギとカエルが合体したような不思議な生き物。骨を含めて非常に柔らかい体をしており、アビスの呪いを感じることができる。「メヤァ」と鳴く。
ボンドルドから贈られ、アビスの呪いで精神崩壊していたプルシュカが再起する切っ掛けとなった。後にリコ達の旅に同行する。正式名はメイナストイリム（変化の子）。

#### イルぶる
深界六層「還らずの都」の奥地にひっそりと存在する謎の村。塔の様な形状をした村の内部には大勢の成れ果てたちが暮らしており、“価値”を通貨とした独自の社会を形成している。
ファプタ
声 - 久野美咲
褐色の肌に大きな瞳、四本の腕を持ち、白い被毛に覆われた手足を備えた少女のような姿をしている謎の生物。語尾に「そす」とつける口癖を持ち、これは本人曰く、敬語のようなものであるという。
ナナチや成れ果て村の住人と同じく「成れ果て」であるようだが、成れ果て村の住人と比べるととても端正な姿をしている。また、成れ果て村の住人達からは「決して滅びない価値の化身」「成れ果ての姫」と呼ばれ、ある種の信仰対象として崇められる存在でもある。
その名前は村から離れたのちに出会った干渉器に付けられたもので、「尊い娘」を意味する「ファウ」と「不滅のもの」を意味する「アプタ」を合わせて「果てぬ姫君」という意味が込められたもの。その名をくれた干渉器に名を与えた。
イルミューイが出産した子供達のうち最後に産み落とされた個体で、村人達によって食べられて死んでいった大勢の兄姉達の復讐と、村へと姿を変えたイルミューイを解放すべく、成れ果て村の村人を根絶やしにすることを目論む。
しかし、成れ果て村（＝イルミューイの体内）を出られない成れ果てとは逆に村に入れないようで、村の門を突破するために記憶喪失前のレグと何らかの約束を交わしたらしい。
ガブールン
声 - 竹内良太
ファプタに付き従う巨大なロボット。
自らを「ショウロウ層の干渉器」と称し、機械の体を持つ自分やレグを「見て触れて知り集める干渉器」と呼び表す。
ガブールン以外にも同じような「干渉器」が存在していたようだが、それらとの通信手段は失っているとのこと。レグに、自分たち「干渉器」の創造主についての情報収集を依頼する。
ファプタの名付け親で、お返しとして彼女に「女王の守護者」を意味する「ガブールン」の名前をもらっている。
三賢
かつてアビスに挑んだ調査隊、ガンジャのまとめ役を担っていた三人の人物。イルぶるが誕生したあとは、村を作ったとされる人物として住人たちからは認識されている。
ワズキャン
声 - 平田広明
三賢の一人。赤と白の二色で塗り分けられた顔と巨大な二本の角を持つ、生物と言うよりは彫刻作品のような姿の成れ果て。この顔は外殻であり、その内側に人間だったころとほぼ変わらない顔を隠している。
初めて会ったリコにハイタッチで応じ、他の成れ果てにも挨拶を欠かさないなど言動が非常に軽い。
かつて、アビスの黄金郷を目指した探索隊「ガンジャ」のリーダー。成れ果て村の住人たちはこのガンジャの隊員であり、同時に、なんらかの理由で故郷を捨てたあるいは失った者たちの寄せ集めであることを演説で語っている。
神がかりと称されるほどの予知めいた直感を備え、予言者として隊を導いていた。
黄金郷に辿り着くも「水もどき」で隊の全滅に追い込まれた際には、現地で見つかった卵型の遺物「欲望の揺籃」の使用を提案し、イルミューイが産み続ける生物を食料にすることで隊員を救った。その後第二の卵を使いイルミューイを自分達の望む故郷として変容させ、現在の成れ果て村の基礎を作り上げた。第三の卵は自らに使用したが失敗し卵は村化したイルミューイに回収された。
ベラフ
声 - 斎賀みつき
三賢の一人。仮面のような顔と竜のような長い体躯を持つ成れ果て。
かつてボンドルドが六層探索の際に引き連れていたミーティを欲しがり、彼に売買を持ち掛けたが断られたため、村そのものに対価を支払いミーティを魂ごと複製した。その結果724本の手足、体長の5割、感覚器の一部を永久に失っている。
ガンジャ隊の中では言語の通訳や解読を担当していた。「水もどき」による病から生き延びたものの、仲間の出産した生物を食らい続けたことに精神を病み、成れ果て村と化したイルミューイを前に許しを乞うように真っ先に身を捧げ成れ果てとなった。その際に記憶も村に捧げていたが、ファプタの襲来で村が崩壊していったことで記憶と本来の人格を取り戻し、ナナチに自らの記憶を吸わせた上でナナチとミーティを解放した。
ジュロイモー
声 - 佐々木祐介
三賢の一人。
他の成れ果て達を遥かに凌ぐ巨体を持つ。「呼び込み」で村に招き入れられたオオガスミの前に現れ、オオガスミと戦闘を繰り広げたが、村の狭さなどのせいで力をうまく発揮できず敗れてしまう。元人間である他の成れ果て達と異なり、「村」がヴエロエルコの記憶を基に創り出した存在で、いわば「村」の端末のような立ち位置にある。
ヴエロエルコ
声 - 寺崎裕香
長いので「ヴエコ」と略して呼ばれる。「目の奥」と呼ばれる村の端の洞穴に幽閉されていた女性。見た目はほぼ人間の姿をしている。他の成れ果てはその場所に近づくと強烈な忌避の感情に襲われるため、長い間謎の生物と共に人と関わらない生活を送っていた。本人曰く村の成り立ちに携わっており、現在も信号を通して村の情報を間接的に得ていた。ナナチとレグを探すリコが捕縛を解き、リコをベラフの居場所へと案内した。
過去、ワズキャンやベラフらと共に旅をしたガンジャ隊のメンバーであり、真の三賢の一人。入隊以前は身寄りの無い自分を保護した男（その男も「ジュロイモー」という名前だったらしい）に慰み物として飼われるような日々を過ごしていた。「事」のたびに男から、船を探索した際、未来でリコも所持していた遺物「星の羅針盤」を発見した出来事を伝えられる。時が経ち男と離れた頃、ガンジャ隊に出会い星の羅針盤に運命を感じたワズキャンの勧めで入隊する。アビス到着後はイルミューイと親密な関係になる。しかし、結果的にイルミューイが仲間達に利用され、その上成れ果て村とされることに反発。自ら命を絶つことで阻止しようとするが、ワズキャンに捕縛され、目の奥に幽閉された。

マジカジャ
声 - 後藤ヒロキ
機械人形のような姿をしたイルぶるの住人。やや片言ながらリコたちと同じ公用語を話すことができる。異様な見た目とは裏腹に、村を訪れたばかりのリコたちに村を案内してあげるなど温厚かつ親切な性格。
本体は本人曰く「におい」であり、機械のような体はその身体を収めるための容器のようなもの。普段の身体のほかにいくつか「身体」と呼ぶ容器を持っており、用途に応じて使い分ける。
また、生きた生物の体内に入り込んでそれを容器として操ることもでき、就寝時はこのように生物の身体に入り込むという。
マアアさん
声 - 市ノ瀬加那
リコ達が村で出会った数多の成れ果ての内の一人。ピンク色の可愛らしい見た目と相反したリアルな尻が特徴。
ぬいぐるみを好むらしく、当初は大量に持っていた。初対面でメイニャを握りつぶし負傷させたためにリコの怒りを買い、その代償として持ち物や体の一部を村に「清算」された。その後成れ果て達に襲われるリコとメイニャを助け、リコに彼自身の鳴き声であるマアアと名付けられ、彼女の探索に同行する。力持ち。
ムーギィ
声 - 斉藤貴美子
イルぶるで飲食店を営む女性の住人。触手状の髪や足を持つ軟体動物のような見た目と、「わっち」という一人称が特徴。住人たちの中でも流暢に話し、リコたちが使う公用語も理解することもできる。話好きで面倒見がよく、リコに頼まれてイルぶるで使われている言語や、“目の奥”の場所について教えた。
イルぶるへやってきた経緯などは語られていないが、“目の奥”に幽閉されていたヴエロエルコを知らなかったことや、リコとの会話の中で「村に流れ着いた」と語っていたことから、イルぶるが誕生した後にやってきたことが示唆されている。
メポポホン
声 - 石原夏織
イルぶるで宿屋を営んでいる住人。頭に枕の飾りをつけ、常に眠たそうな目をしているのが特徴。
「メポポホン」は「居眠りさん」という意味のあだ名であり、本名は不明。にょろっとした恋人がいる。
パッコヤン
声 - 美坂朱音
大きな単眼が特徴的な女性の住人。
かつてガンジャ隊のメンバーだった一人で、村の住人の中で三賢以外では唯一、人間だった頃と成れ果てた後の双方とも描写されている人物。ガンジャ隊の頃はヴエロエルコと行動を共にしていることが多く親しい間柄だった模様。
ポリヨーン
声 - 上田燿司
イルぶるで石材加工の工房を営んでいる男性の住人。石の扱いにおいて彼の右に出る者はいないらしく、“命を響く石”と化したプルシュカを正しい笛の形に加工した。
体は工房と一体になっており工房から動くことはできない。
オオガスミ襲撃時、加工し終えたプルシュカをリコに返したのち、巨大化してオオガスミに対抗するも敵わず、捕食され死亡した。
ガウメ
声 - 丹羽正人
イルぶるの市場で物を売っていた男性の住人。
ライザの封書の一部を販売していた。この封書は後にムーギィとマジカジャが取引して手に入れ、餞別としてリコに贈られた。
村ができた当時の時点で姿があるため、ガンジャ隊のメンバーだった一人である。
エンベリーツ
声 - 村井雄治
座布団のような体と無数の触手を持つクラゲのような成れ果て。小さな生き物を身体に這わせることが価値で、余った動物を売っている。
サバッサ
声 - 武田太一
ヒョウタンのような形状の成れ果て。自分の身体に管を通すことを価値としている。
村ができた当時の時点で姿があるため、ガンジャ隊のメンバーだった一人である。
ミスケソー
声 - 中村源太
虫のような姿の成れ果て。他者の身体を切り裂くことを価値にしている。
シュレカカ
羽の生えた小動物のような成れ果て。複数存在し、それらすべてが「シュレカカ」という一個人を構成する分身。
村ができた当時の時点で姿があるため、ガンジャ隊のメンバーだった一人である。
イルミューイ
声 - 久野美咲
アビスに辿り着いたガンジャ隊が道案内として雇った原住民の少女。褐色肌に銀髪の容姿。女性としての機能に障害があり、家族に見捨てられていた。隊員の中では特にヴエロエルコに母性を感じて打ち解けあうも、「水もどき」の感染を逃れられず発症し死の境を彷徨う。そこで人間の、特に子供が使用に適した願いを叶える遺物「欲望の揺籃」を託され、結果として寿命の短い生物を無尽蔵に産み続ける肉体を得たが人の形を失ってしまい、言葉も発せなくなる。産んだ子供たちも死ぬ前にワズキャンに取り上げられて食料とされてしまう。その後、ワズキャンが使用した二つ目の「欲望の揺籃」の影響で成れ果て村としての機能も足されるが、イルミューイは自らに使用された二つとワズキャンが持っていた一つを合わせた三つの「欲望の揺籃」を使い、村外に最後の子供であるファプタを産み落とした。

### ハウアーユードコカ
オースを中心に描いた外伝的作品。話数は4話（2022年5月現在、4話タイトルは「ハワユードコカ」と表記）で、3話までは単行本6巻に収録されている。
ミオ
声 - 日高里菜
キャラバンの薬師として、オースにやってきた女性。なぜか歳を取る様子を見せない。オースで流行している、幼い子が誕生日に死ぬという奇病に立ち向かう。
クラヴァリ
壮年の男性探窟家。「地臥せり」のザポ爺に「単独行の天才」と評されており、隊に所属していないらしいことが示唆されている。
「挨拶は対人の基本」と言いつつ、本人は「デャホーデ」という他に伝わりにくい独特の挨拶言葉を使う。「ハワユ―ドコカ＃04」において語られる「合同大探窟」の探査対象と何らかの関わりのある目的のもと、「大探窟」に先駆ける形で深界へのラストダイブ（絶界行）に出るが、深界六層において重傷を負う。
その後同じ場所で座り込んだまま亡くなり、乾燥した遺体となっていたところをリコ達に発見される。
テパステ
クラヴァリを「先輩」と呼ぶ小柄な女性の探窟家。「アンダーネスト」所属。
少なくとも表に見える場所に、探窟家の証である笛を下げていない「笛なし」だが、熟練の探窟家によく見られる極端にねじれた巻き髪をしていることから、登場人物からは探窟経験を相当に積んでいると推測されている。人物観察に優れ、仮面をかぶっていない状態の「祈手」のギャリケーを歩き方等から看破する、絡んできたイェルメを一瞬で無力化する描写がある。クラヴァリのラストダイブに同行するが、途中負傷したクラヴァリを残し先行、その途中でニシャゴラと対峙する。
ニシャゴラ
探窟隊「呪詛船団」（ヘイルヘックス）所属。猫のような風貌と巨体を持つ探窟家。クラヴァリのラストダイブの目的と何らかの関わりがあり、発見したテパステを「巫女の手先」と断じ捕えようとする。

## 書誌情報

### 単行本
- つくしあきひと 『メイドインアビス』 竹書房〈バンブーコミックス〉、既刊14巻（2025年8月8日現在)
  1. 2013年7月31日発売[34]、ISBN 978-4-8124-8380-0
  2. 2014年6月30日発売[35]、ISBN 978-4-8124-8716-7
  3. 2015年6月20日発売[36]、ISBN 978-4-8019-5274-4
  4. 2016年4月30日発売[37]、ISBN 978-4-8019-5516-5
  5. 2016年12月26日発売[38]、ISBN 978-4-8019-5720-6
  6. 2017年7月29日発売[39]、ISBN 978-4-8019-6011-4
  7. 2018年7月27日発売[40]、ISBN 978-4-8019-6339-9
  8. 2019年5月30日発売[41]、ISBN 978-4-8019-6627-7
  9. 2020年7月27日発売[42]、ISBN 978-4-8019-7029-8
  10. 2021年7月29日発売[43]、ISBN 978-4-8019-7390-9
  11. 2022年7月29日発売[44]、ISBN 978-4-8019-7802-7
  12. 2023年7月31日発売[45]、ISBN 978-4-8019-8108-9
  13. 2024年8月30日発売[46]、ISBN 978-4-8019-8393-9
  14. 2025年8月8日発売[47]、ISBN 978-4-8019-8710-4

### アンソロジー
竹書房関連の作家陣によるアンソロジーコミック。参加イラストレーターは、クロ、つくしろ夕莉、ホタテユウキ、吉岡よしこ。参加漫画家は、いけ、板倉梓、今井哲也、大川ぶくぶ、唐草ミチル、武川慎、丈山雄為、つくしろ夕莉、ねこパンツ、眠ヰネネマル、ハトポポコ、原田靖生、ホタテユウキ、松沢まり、まつだこうた。
- 『メイドインアビス公式アンソロジー』竹書房〈バンブーコミックス〉、既刊5巻（2022年7月29日現在)
  1. 『度し難き探窟家たち』2017年7月29日発売[48]、ISBN 978-4-8019-6012-1
  2. 『第二層 キケンな大穴』 2020年3月30日発売[49]、ISBN 978-4-8019-6908-7
  3. 『第三層 白笛たちのユウウツ』 2020年7月27日発売[50]、ISBN 978-4-8019-7021-2
  4. 『第四層 深淵のステキな日常』 2021年7月29日発売[51]、ISBN 978-4-8019-7391-6
  5. 『第五層 アコガレは止められない』 2022年7月29日発売[52]、ISBN 978-4-8019-7803-4

外国語版
- 中国最大の電子マンガプラットフォームである布卡漫画（中国語版）より簡体字中国語版の公式電子書籍が刊行されている[53]。
- 台湾の青文出版社より繁体字中国語版の書籍が刊行されている。既刊8巻[54]。
- Seven Seas Entertainmentより英語版が刊行されている。既刊8巻[55]。
- 韓国の大元 C.I.より韓国語版の書籍が刊行されている。既刊8巻[56]。

関連作品
- 漫画『ポプテピピック』 - セカンドシーズンの第8回に、ナナチが1コマだけ登場する。また、アニメ版2期3話にてナナチがゲストとして登場。

## アニメ
テレビアニメ第1期はAT-Xほかにて2017年7月から9月まで放送された。第2期『メイドインアビス 烈日の黄金郷』はAT-Xほかにて2022年7月より放送された。
2019年1月4日に劇場版総集編の前編『メイドインアビス 旅立ちの夜明け』が、同月18日には劇場版総集編の後編『メイドインアビス 放浪する黄昏』がそれぞれ公開された。
2020年1月17日には新作劇場版『メイドインアビス 深き魂の黎明』が公開された。

## ゲーム
2021年5月にゲーム化が決定し、PS4・Nintendo Switch・Steam専用ソフトである『メイドインアビス 闇を目指した連星』がスパイク・チュンソフトより2022年9月1日に発売された。監修は原作者・つくしあきひとが務める。

### 概要
本作には「HELLO ABYSS」モードと「DEEP IN ABYSS」モードの二種類のゲームモードが搭載されている。「HELLO ABYSS」モードはプレーヤーが見習い探窟家・リコ（声 - 富田美憂）としてアニメのストーリーに沿ってアビスの深層を目指す内容となっている。一方で、「DEEP IN ABYSS」モードはプレーヤーが本作オリジナルキャラクターとなる新米探窟家（声 - 鬼頭明里）として本作オリジナルストーリーでアビスの深層を目指す内容となっている。

### 登場人物
- 主人公 - 声：鬼頭明里[64]
- リコ - 声：富田美憂[64]
- レグ - 声：伊瀬茉莉也[64]
- ティア - 声：諏訪彩花[64]
- ドロテア - 声：藤田茜[64]
- ラウル - 声：藤原夏海[64]

### 主題歌
「憧れに捧ぐ花」
リコ（富田美憂）、レグ（伊瀬茉莉也）、ナナチ（井澤詩織）によるオープニングテーマ。作詞は篠崎あやと、作曲・編曲は橘亮祐。
「灯火」
安月名莉子によるエンディングテーマ。作詞はタナカ零、作曲・編曲はMANYO。

## 謎解きイベント
- メイドインアビス街歩き謎解きゲーム「奈落の未窟域からの帰還」（制作：あそびファクトリー、2019年1月11日 - 3月31日）
  - メイドインアビス街歩き謎解きゲーム「奈落の未窟域からの帰還 第1.5階層」（制作：あそびファクトリー、2020年1月17日 - 2月20日） - 上記に新たな特典とエクストラ謎を設けた再開催イベント。